# Aztekium hintonii
Aztekium hintonii este o specie de cactus din genul Aztekium. Este a doua specie de Aztekium descoperită de George Sebastián Hinton în 1991. 

## Răspândire
Aztekium hintonii este endemic în Nuevo León. 

## Descriere
Plantele sunt de dimensiuni mici, solitare, cu tulpină verde până la gri-verzuie, cu diametru până la 10 cm. Coastele sunt bine definite, traversate de riduri subțiri, transversale. 

## Cultivare
Aztekium hintonii este mai ușor de crescut decât Aztekium ritteri. Puieții sunt ușor de pierdut în primii ani, din cauza greșelilor simple în cultivare. Se înmulțesc prin semințe, dar și prin altoirea lăstarilor. 